# Ophthalmoglipa
Ophthalmoglipa là một chi bọ cánh cứng trong họ Mordellidae.
Chi này được miêu tả khoa học năm 1952 bởi Franciscolo.

## Các loài
Chi này gồm các loài:
- Ophthalmoglipa aurocaudata (Fairmaire, 1897)
- Ophthalmoglipa australis Franciscolo, 1952
- Ophthalmoglipa bilyi Horák, 1998
- Ophthalmoglipa iriana Horák, 1998
- Ophthalmoglipa maranoelai Horák, 1998